# O dvanajstih bratih in sestrah
O dvanajstih bratih in sestrah  je ljudska pravljica, ki izvira iz okolice Kamnika, okoli leta 1880 jo je zapisal čevljar Gašper Križnik, iz Motnika.

## Vsebina pravljice
Pravljica pripoveduje o kralju, ki je imel dvanajst sinov. Nekega dne so si zaželeli, da bi našli kralja, ki bi imel dvanajst hčera s katerimi bi se lahko omožili. Vsi, razen najmlajšega, ki je tisti dan zbolel, so odšli po svetu, da bi našli kralja in svoje neveste. Na poti srečajo starca, ki jim pove pot do kralja z dvanajstimi hčerami in jih opozori, naj se nazaj grede ne vračajo po široki cesti, saj jih v tem primeru čaka nesreča. Bratje najdejo svoje neveste in jih vsi srečni odpeljejo proti domu, a se na starčeve besede ne ozirajo, zato ponoči vsi, razen najmlajše neveste okamenijo. Najmlajši brat po ozdravitvi ugotovi, da je z njegovimi brati nekaj narobe, zato se odloči, da jih bo rešil. Med potjo do njih sreča lisico, volka, mladeniča in ribo, ki jim ponudi hrano v njihovi stiski in vsi mu ponudijo pomoč. Ko najmlajši brat najde svoje brate in njihove neveste presrečen ugotovi, da je dekle, ki je namenjena njemu še neokamenela. Dekle mu nato pomaga odkriti skrivnostni predmet, ki bo rešil njune brate in sestre. Mladenič se, v upanju, da reši svoje brate in njihove neveste, odpravi v stekleno goro, kjer mora najti jajce s katerim bo namazal njihova okamenela telesa in jih tako oživel. Na poti do jajca mu pomagajo vsi, katerim je pomagal na poti, zato lažje pride do čudežnega jajca, s katerim namaže svoje brate in njihove neveste ter jih osvobodi. Pravljica se konča s srečnim prihodom domov in veliko gostijo, katero jim pripravi oče.

## Analiza pravljice
Pravljica je napisana po modelu ljudske pravljice Maxa Luthija. 
- Tipičnemu začetku (Bil je bogat kralj...), sledi prav tako tipičen srečen konec pravljice.
- Knjževni čas in prostor nista točno določena, zato sta univerzalna.
- Književni liki v pravljici niso poimenovani, ločijo se po njihovi vlogi (kralj, oče, brat, nevesta, itd.), med književne like spadajo tudi volk, lisica in riba, ki dečka prosijo za hrano, nato pa mu nudijo pomoč.
- V pravljici sta prisotna čudežna predmeta: ogledalo, ki pove, da so starejši bratje v težavah in jajce, ki omogoča srečen konec.
- Najmlajši brat reši svoje brate in njihove neveste pred zlobnim čarovnikom, ki jih okameni, torej pravljica ponazarja boj med dobrim in zlem, ki je prav tako tipičen za ljudske pravljice, saj v njih dobre in plemenite moralne vrednote zmagajo nad slabim in hudobnim.
- Pripovedovalec je tretjeosebni in vsevedni.
- Slogovne značilnosti pravljice:
  - Okrasni pridevki: star mož, široka cesta, ozka steza, trda noč, najboljši konj, steklena gora, itd.
  - Stalna ljudska števila: dvanajst bratov, dvanajst sester, tri ceste
  - Pretiravanja: bratje in neveste okamenijo
  - Ponavljanje: Dekle, star mož, mladenič
- Tema: Solidarnost do ljudi v stiski
- Nauk zgodbe: Dobro se z dobrim povrne

## Interpretacija dela po Brunu Bettelheimu
Pravljica O dvanajstih bratih in sestrah|O dvanajstih bratih in sestrah ponazarja sožitje med človekom in naravo. Bogata notranjost najmlajšega brata,je ključna za srečen razplet, saj brez pomoči živalim, ki jim je pomagal, ne bi mogel priti do jajca, ki je rešil njegove okamenele brate in njihove neveste. Okamenjeni ljudje, tako kot v številnih pravljicah ne simbolizirajo smrti, prej pomeni izgubo resnične človeškosti, nesposobnost odzivanja na višje vrednote, saj bi bil človek, ki je otepel za to, kar je v življenju bistveno, lahko ravna tako iz kamna. Najmlajši brat je kljub temu, da lisica in volk nista človeku najbolj prijazni živali, pomagal v njuni hudi lakoti in jima dal del svoje malice, prav tako je odrešil zlato ribo, ki mu jo je podaril mladenič. V hudih trenutkih, ko jih je nujno potreboval pa so mu bili vsi na voljo, pripravljeni na nesebično pomoč, kakršno jim je nudil tudi on sam. Mladenič je brate rešil z živalsko pomočjo, vendar tudi te pomoči ne bi bilo, brez njegovih preteklih dejanj. Pravljice sicer ne svetujejo, da moramo svojo živalsko naravo podrejati svojemu jazu ali nadjazu, temveč povedo, da je treba vsakemu elementu dati, kar mu gre, če mladenič ne bi sledil svoji notranji dobroti in pomagal živalim, mu te reprezentacije onega ne bi nikoli priskočile na pomoč. Iz tega lahko razberemo, da le sodelovanje človeka z naravo prinaša uspeh. Mladenič doseže uspeh, saj za svoja plemenita dejanja dobi žive in zdrave brate s svojimi nevestami in bodočo ženo. Tako kot v večini pravljic je tudi tu glavno sporočilo, da se dobro z dobrim povrne.

## Motivno-tematske povezave
- Motiv najmlajšega brata

V mnogih pravljicah je razmerje med brati in sestrami zelo napeto. Njihova tekmovalnost jih pripelje do ljubosumja, sovraštva in zla. V večini pravljic, kjer vlada takšno vzdušje, največkrat zmaga najmlajši brat, ki je po navadi mlad, šibek, dober in hvaležen. Vse te lastnosti, ga pripeljejo do zmage in sreče. V pravljici O dvanajstih bratih in sestrah sovražnosti med brati ni zaslediti, a tudi tu najmlajši brat reši starejše ter tako osreči sebe in druge. Pravljice z motivom najmlajšega brata so še: Trije bratje, Zlata ptica, O zlatih jabolkih, O dveh bratih in velikanih, Okamenele kraljične, O treh bratih in o treh hčerah, Kralj in njegovi trije sinovi, Kaj nikoli ni bilo in nikoli ne bo, Živa voda, Pet bratov, itd.
- Motiv iskanja ženina oz. neveste

V ljudskih pravljicah se mnogokrat predstavljeni fantje oz. dekleta, ki si želijo najti svojo sanjsko nevesto oz. ženina s katerim bodo lahko delili svoje življenje in srečo. Iskanje pa je mnogokrat zelo nenavadno in težavno, saj si mnogi omislijo raznorazne naloge, ki jih morajo snubci opraviti, imeti morajo nadnaravno lepoto ali pa katero drugo lastnost, ki bi jih prepričala. Pri vsem tem pa mnogokrat pride do nesoglasij, raznoraznih razprtij, sovraštva in bojev. V pravljici O dvanajstih bratih in sestrah se bratje skupaj odpravijo iskati neveste, pri njih je nenavadno to, da se prav vsi želijo poročiti z dvanajstimi hčerami nekega drugega kralja.
Pravljice s podobnim motivom so še: Hudobna mačeha in dobra pastorka, Okamenele kraljične, Pet bratov, Ubožni mladenič in modra kraljična, Trije bratje in vila, itd.
- Motiv okamenitve

Motiv okamenitve, je med pravljicami zelo pogost, saj ljudje oz. živali s to lastnostjo postanejo negibni in ne kažejo znakov življenja, hkrati pa čakajo nekoga, ki jih bo lahko odrešil s kakšno izmed čudežnih besed oz. predmetov. V pravljici O dvanajstih bratih in sestrah, okamenijo vsi bratje in sestre, razen najmlajših dveh. Okamenitev jih je doletela, kot kazen za neposlušnost, reši pa jih brat z zlatim jajcem (čudežni predmet). Pravljice s podobnim motivom so še: Okameneli svatje, Okamenela grofica in sedem psov, Dvanajst bratov, Okamenele kraljične, Čebelja kraljica, itd.

## Izdaje
- Slovenske narodne pravljice, Mladinska knjiga, Ljubljana, 1955 (COBISS)
- Slovenske narodne pravljice, Mladinska knjiga, Ljubljana, 1959 (COBISS)
- Slovenske narodne pravljice, Mladinska knjiga, Ljubljana, 1964 (COBISS)
- Slovenske narodne pravljice, Mladinska knjiga, Ljubljana, 1965 (COBISS)
- Slovenske narodne pravljice, Mladinska knjiga, Ljubljana, 1972 (COBISS)
- Slovenske narodne pravljice, Mladinska knjiga, Ljubljana, 1974 (COBISS)
- Slovenske narodne pravljice, Mladinska knjiga, Ljubljana, 1976 (COBISS)
- Slovenske narodne pravljice, Mladinska knjiga, Ljubljana, 1978 (COBISS)
- Slovenske narodne pripovedke, Mladinska knjiga, Ljubljana, 1981 (COBISS)
- Slovenske narodne pravljice, Mladinska knjiga, Ljubljana, 1989 (COBISS)
- Slovenske narodne pravljice, Mladinska knjiga, Ljubljana, 1997 (COBISS)
- Veronika z Malega gradu, Matična knjižnica Kamnik, 1999 (COBISS)
- Slovenske narodne pravljice, Mladinska knjiga, Ljubljana, 2000 (COBISS)
- Slovenske narodne pravljice, Karantanija, Ljubljana, 2001 (COBISS)
- Slovenjske pravljice, Nova revija, Ljubljana, 2002 (COBISS)
- Slovenske narodne pravljice, Mladinska knjiga, Ljubljana, 2004 (COBISS)